# Nurmo

Wappen von Nurmo

Lage von Nurmo in Finnland

Nurmo ist eine ehemalige Gemeinde im Westen Finnlands. Sie liegt am Fluss Nurmenjoki in der Landschaft Südösterbotten. Die gesamte Bevölkerung ist finnischsprachig.
Zum Jahresbeginn 2009 wurde Nurmo zusammen mit der Nachbargemeinde Ylistaro in die Stadt Seinäjoki eingemeindet.

## Dörfer
| - Alapää - Hyllykallio - Keski-Nurmo - Kiikku - Kirkonkylä | - Knuuttila - Koura - Veneskoski - Viitala - Ylijoki |

## Sehenswürdigkeiten

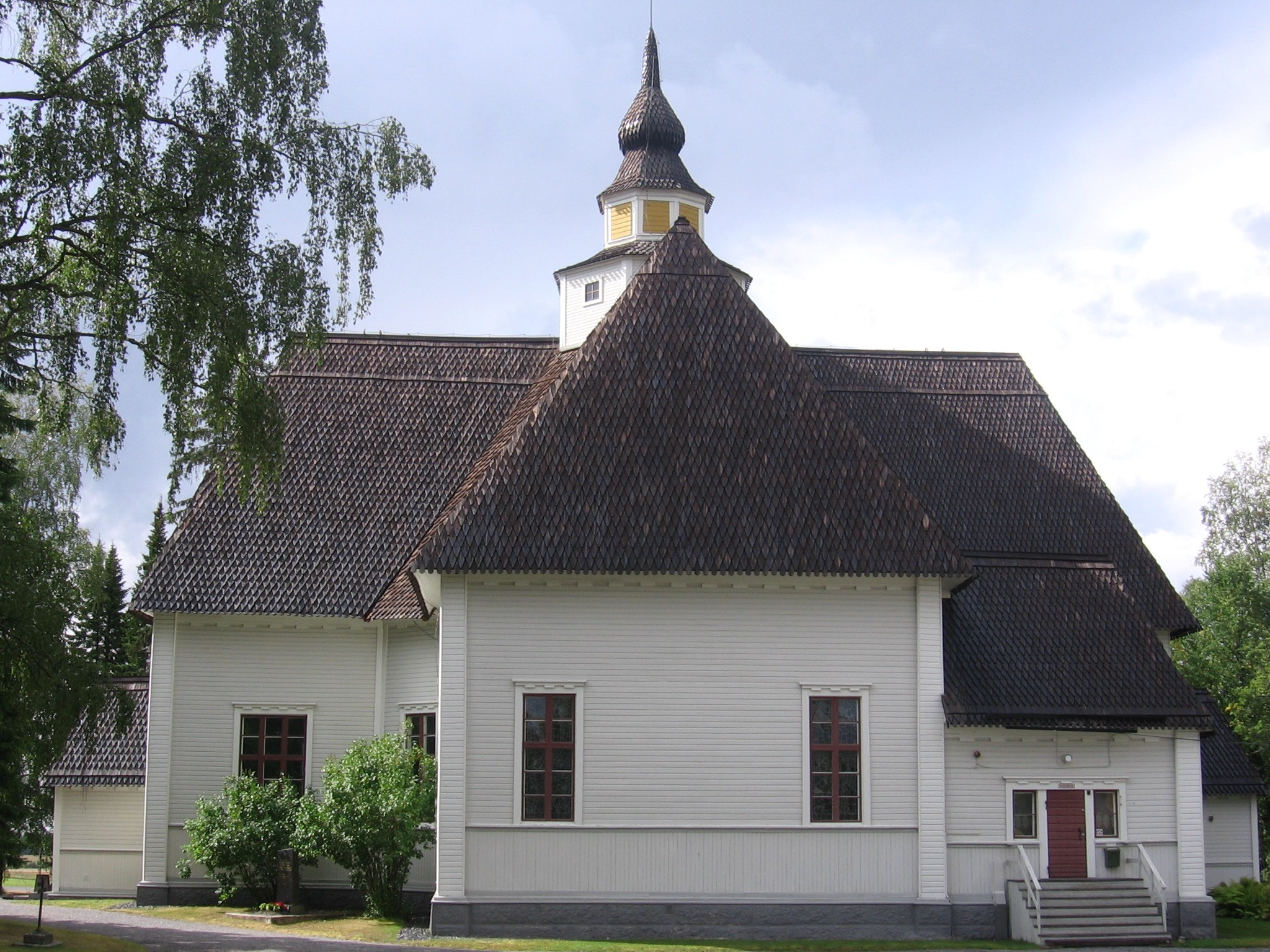
Kirche von Nurmo

- Holzkirche nach einem Entwurf von Antti Hakola aus dem Jahr 1779

## Freizeit und Sport
Aus Nurmo kommen zahlreiche, auch international erfolgreiche Ringer. Der Weltklasse-Speerwerfer Tero Pitkämäki gehört dem Leichtathletikverein Nurmon Urheilijat -99 an. Der Verein Nurmon Jymy spielt in der ersten Volleyballliga Finnlands, die Pesäpallo-Spieler gehören ebenfalls zu den besten des Landes. 
Der Golfplatz Ruuhikoski ist ein 18-Loch-Platz der Championship-Klasse.

## Städtepartnerschaften
Nurmo unterhält Partnerschaften mit folgenden Orten: 
- Åsele (Schweden), seit 1982
- Alstahaug (Norwegen), seit 1988
- Rakvere (Estland), seit 1990
- Sõmeru (Estland), seit 1990

## Söhne und Töchter
- Tauno Jaskari (* 1934), Ringer
- Emilia Kangas (* 2001), Kugelstoßerin
- Olli-Pekka Peltola (* 1969), Biathlet
- Hermanni Pihlajamäki (1903–1982), Ringer und Olympiasieger
- Kustaa Pihlajamäki (1902–1944), Ringer und Olympiasieger
- Harri J. Rantala (* 1980), Filmregisseur
- Lennart Viitala (1921–1966), Ringer und Olympiasieger